# ペール・スヴィンヒュー
ペール・エーヴィンド・スヴィーンフーヴド（スヴィンフッヴド、スビンヒューブド、スウェーデン語: Pehr Evind Svinhufvud [ˈpæːr ˈeːvind ˈsviːnhʉːvʉd]、1861年12月15日 - 1944年2月29日）は、フィンランドの政治家、法学者。首相（1917年11月 - 1918年5月、1930年 - 1931年）、大統領（1931年 - 1937年）を務めた。

## 生涯
サークスマキ出身。スウェーデン語系フィンランド人。1907年、議会代議員に選出され、その初代議長となった。青年フィンランド党右派に属した。1914年、ロシアの政策に反対してシベリアに流刑となった。
1917年11月にフィンランドの初代首相に就任。フィンランド革命開始と共にヴァーサ市に逃れ、反革命勢力を組織した。1918年5月には執政（国家元首代行）となり、白色テロルを指揮した。1930年から1931年まで首相を、1931年から1937年まで大統領を務めた。その後、政治活動から引退した。